# Vâlcelele (okręg Giurgiu)
Vâlcelele – wieś w Rumunii, w okręgu Giurgiu, w gminie Vânătorii Mici. W 2011 roku liczyła 166 mieszkańców.